# Canton d'Annemasse-Nord
Le canton d'Annemasse-Nord est une ancienne subdivision administrative française, située dans le département de la Haute-Savoie, dont le chef-lieu était Annemasse. Il existe de 1973 à 2015.

## Composition
Le canton regroupait les communes d'Annemasse (chef-lieu) ;  Ambilly ; Cranves-Sales ; Juvigny ; Lucinges ; Machilly ; Saint-Cergues et Ville-la-Grand .
La population est estimée à 22 254 habitants en 2009.

## Histoire
Au lendemain de l'Annexion de 1860, le duché de Savoie est réuni à la France et retrouve une organisation cantonale, au sein du nouveau département de la Haute-Savoie (créé par décret impérial le 15 juin 1860). Le nouveau canton d'Annemasse est créé à cette occasion. En 1973, le canton est divisé en canton d'Annemasse-Nord et canton d'Annemasse-Sud. Il est supprimé en 2015 à la suite de la réorganisation cantonale.

## Liste des conseillers généraux
| Période | Période | Identité       | Étiquette       | Qualité |
| ------- | ------- | -------------- | --------------- | --- |
| 1973    | 1985    | Jean Beauquis  | CD puis UDF-CDS | Maire d'Ambilly (1969-1995)                                                                                  |
| 1985    | 2015    | Raymond Bardet | DVD             | Maire de Ville-la-Grand (1981-2016) Vice-président du Conseil général Élu en 2015 dans le Canton d'Annemasse |

## Élections cantonales
Sur un plan politique le canton d'Annemasse Nord se singularise. Si bien qu'il est normal que le conseiller général soit étiqueté « divers droite ». Et pourtant ce canton a élu lors des élections municipales d'Annemasse depuis 1977 un maire de gauche, Monsieur Borrel. Le canton vote à droite dans toutes les élections sauf les municipales. La forte personnalité du maire explique en partie cet inattendu succès, mais aussi la particulière faiblesse de ses adversaires jusqu'en 2003. Car depuis les élections cantonales se dessine un renouvellement avec l'excellent score de Monsieur Mathelier du parti socialiste qui a assuré à la gauche une présence au second tour, et le retour en force de l'UDF représentée par Jean-Pierre Benoist. Les élections régionales de 2004 laissent globalement, malgré la poussée nationale, le canton à une majorité de droite.